# Видова рясність
Видова рясність (англ. abundance of species) — група кількісних показників або бальних оцінок ролі виду або особини в фітоценозі, а також оцінка деяких характеристик співтовариства в цілому. Про показники В. р. дає уявлення наступна таблиця:

## Показники рясності виду
| Кількісні критерії | Одна рослина                      | Вид на одиниці площі          | Угруповання на одиниці площі |
| ------------------ | --------------------------------- | ----------------------------- | ---------------------------- |
| Число особин       | —                                 | Чисельність виду              | Різноманітність видова       |
| Площа покриття     | Індивідуальне проективне покриття | Видове проективне покриття    | Загальне проективне покриття |
| Об'єм              | Об'єм, зайнятий особиною          | Об'єм, зайнятий видом         | Об'єм, зайнятий угрупованням |
| Маса               | Маса особини                      | Маса виду (фітомаса, біомаса) | Маса усіх видів угруповання  |

В. р. може бути визначена як з використанням методу пробних площ, так і безплощадними методами обліку. Для оцінки В. р. застосовують різні шкали (напр., шкала Браун-Бланке, шкала Домін, шкала Друде). Для великих рослин (дерева в лісі, чагарники в пустелі) можливий підрахунок екземплярів. При обліку площі покриття перевага надається шкалам проективного покриття.